# Liste der Baudenkmale in Blumenholz
In der Liste der Baudenkmale in Blumenholz sind alle denkmalgeschützten Bauten der Gemeinde Blumenholz (Mecklenburg-Vorpommern) und ihrer Ortsteile aufgelistet. Grundlage ist die Veröffentlichung der Denkmalliste des Landkreises Mecklenburgische Seenplatte (Auszug) vom 20. Januar 2017.

## Legende
In den Spalten befinden sich folgende Informationen:
- ID-Nr: Die Nummer wird von den Denkmalämtern der Landkreise vergeben. Wenn sie nicht bekannt ist, bleibt die Spalte leer. In dieser Spalte kann sich zusätzlich das Wort Wikidata befinden, der entsprechende Link führt zu Angaben zu diesem Denkmal bei Wikidata.
- Lage: die Adresse des Denkmales und die geographischen Koordinaten.
Link zu einem Kartenansichtstool, um Koordinaten zu setzen. In der Kartenansicht sind Denkmale ohne Koordinaten mit einem roten bzw. orangen Marker dargestellt und können in der Karte gesetzt werden. Denkmale ohne Bild sind mit einem blauen bzw. roten Marker gekennzeichnet, Denkmale mit Bild mit einem grünen bzw. orangen Marker.
- Bezeichnung: Bezeichnung, so wie sie in den offiziellen Listen der Denkmalämter steht. Ein Link hinter der Bezeichnung führt zum Wikipedia-Artikel über das Denkmal. Wenn die Bezeichnung der Denkmalämter inhaltlich fehlerhaft ist, ist in der Spalte „Beschreibung“ darauf hinzuweisen.
- Beschreibung: Beschreibung des Denkmales
- Bild: ein Bild des Denkmales und gegebenenfalls einen Link zu weiteren Fotos des Denkmals im Medienarchiv Wikimedia Commons

## Baudenkmale nach Ortsteilen

### Blumenholz
| ID | Lage               | Bezeichnung                                            | Beschreibung                                                  | Bild                                                   |
| -- | ------------------ | ------------------------------------------------------ | ------------------------------------------------------------- | ------------------------------------------------------ |
| 46 | Dorfstraße (Karte) | Gedenkstein für die Errichtung von 21 Neubauernhäusern |                                                               | Gedenkstein für die Errichtung von 21 Neubauernhäusern |
| 47 | Dorfstraße (Karte) | Kirche mit                                             | Dorfkirche mit freistehendem Glockenstuhl; ab 2004 Sanierung. | Weitere Bilder                                         |
| 47 | (Karte)            | 2 Glocken von 1710 (in freistehendem Glockenstuhl)     |                                                               | 2 Glocken von 1710 (in freistehendem Glockenstuhl)     |

### Carlshof
| ID  | Lage       | Bezeichnung  | Beschreibung | Bild |
| --- | ---------- | ------------ | ------------ | ---- |
| 153 | Carlshof 1 | Wohnhaus mit |              |      |
| 153 |            | Stall        |              |      |

### Ehrenhof
| ID  | Lage          | Bezeichnung                   | Beschreibung | Bild |
| --- | ------------- | ----------------------------- | ------------ | ---- |
| 217 | B 96          | Meilenstein (Rundsockelstein) |              |      |
| 218 | Ehrenhof 5, 6 | Landarbeiterhaus              |              |      |

### Nonnenmühle
| ID  | Lage    | Bezeichnung               | Beschreibung | Bild |
| --- | ------- | ------------------------- | ------------ | ---- |
| 881 | (Karte) | Reste der Wassermühle mit |              |      |
| 881 |         | Wehr und                  |              |      |
| 881 |         | Stallscheune              |              |      |

### Usadel
| ID   | Lage                         | Bezeichnung                                    | Beschreibung                                                                   | Bild |
| ---- | ---------------------------- | ---------------------------------------------- | ------------------------------------------------------------------------------ | ---- |
| 1089 | Platz der Jugend 1 (Karte)   | Landarbeiterhaus mit                           |                                                                                |      |
| 1089 | Platz der Jugend 1           | Stall                                          |                                                                                |      |
| 1090 | Platz der Jugend 2/3 (Karte) | Landarbeiterhaus mit                           |                                                                                |      |
| 1090 | Platz der Jugend 2/3         | Stall                                          |                                                                                |      |
| 1091 | Platz der Jugend 4/5 (Karte) | Landarbeiterhaus mit                           |                                                                                |      |
| 1091 | Platz der Jugend 4/5         | Stall                                          |                                                                                |      |
| 1092 | Dorfstraße                   | ehem. Schule                                   |                                                                                |      |
| 1093 | (Karte)                      | Gutsanlage mit Kopfsteinspflaster zum Gutshaus | Sanierter, 1-gesch., 7-achsiges, Putzbau von um 1875 mit 2-gesch. Zwerchgiebel |      |
| 1093 | Gutshof 2/3                  | Stallspeicher                                  |                                                                                |      |
| 1093 | Gutshof 4/5                  | Stallspeicher                                  |                                                                                |      |
| 1094 | Usadler Str. 19              | Kriegerdenkmal 1914/1918                       |                                                                                |      |
| 1095 | Usadler Str. 17a             | Schmiede                                       |                                                                                |      |

### Weisdin
| ID   | Lage                   | Bezeichnung                                                  | Beschreibung | Bild                                                         |
| ---- | ---------------------- | ------------------------------------------------------------ | --- | ------------------------------------------------------------ |
| 1124 | (Karte)                | Burghügel (sog. Schlossberg) mit umgebendem Wall und Graben, | Ruinen einer Höhenburg mit erkennbaren Resten von Haupt- und Vorburg, Bergfried und Burggraben. | Burghügel (sog. Schlossberg) mit umgebendem Wall und Graben, |
| 1124 |                        | Resten eines Wohnturms aus Feldsteinen,                      | |                                                              |
| 1124 |                        | Hügel der Vorburg und                                        | |                                                              |
| 1124 |                        | eine alte Zufahrt von Westen mit Eichen                      | |                                                              |
| 1125 | Schlossplatz 6 (Karte) | Gutsanlage mit Gutshaus                                      | Barocker, zweigesch., neunachsiger Putzbau von 1749 mit Mittelrisalit; Gutsbesitz ab 15. Jh. der Familie Peccatel (Peckatel), 1761 bis 1918 in herzoglichem Besitz, nach um 1870 verpachtet; ab 1945 Kulturhaus, Schule und Gaststätte, 1996/97 sanierter Privatbesitz. | Weitere Bilder                                               |
| 1125 | Schlossplatz 1         | Stallscheune,                                                | |                                                              |
| 1125 |                        | Achse zur Kirche,                                            | |                                                              |
| 1125 |                        | Parkresten und                                               | |                                                              |
| 1125 |                        | Allee Richtung Schlossberg                                   | |                                                              |
| 1126 | (Karte)                | Kirche mit                                                   | Barocker achteckiger Putzbau von 1747 mit mittigem Dachreiter mit doppelstöckiger Laterne nach Brand von 1742, Bau durch die Patronatsfamilie von Peccatel mit Familiengruft; Ausstattung aus der Bauzeit.                                                              | Weitere Bilder                                               |
| 1126 |                        | vier Grab- und Gedenksteinen                                 | |                                                              |
| 1127 | Schlossberg            | sogn. Ferienhaus (Fachwerkhaus)                              | |                                                              |

## Quelle
- Karte der Baudenkmale im Geoportal des Landkreises